# Le Premier feuilleton de Pistolet

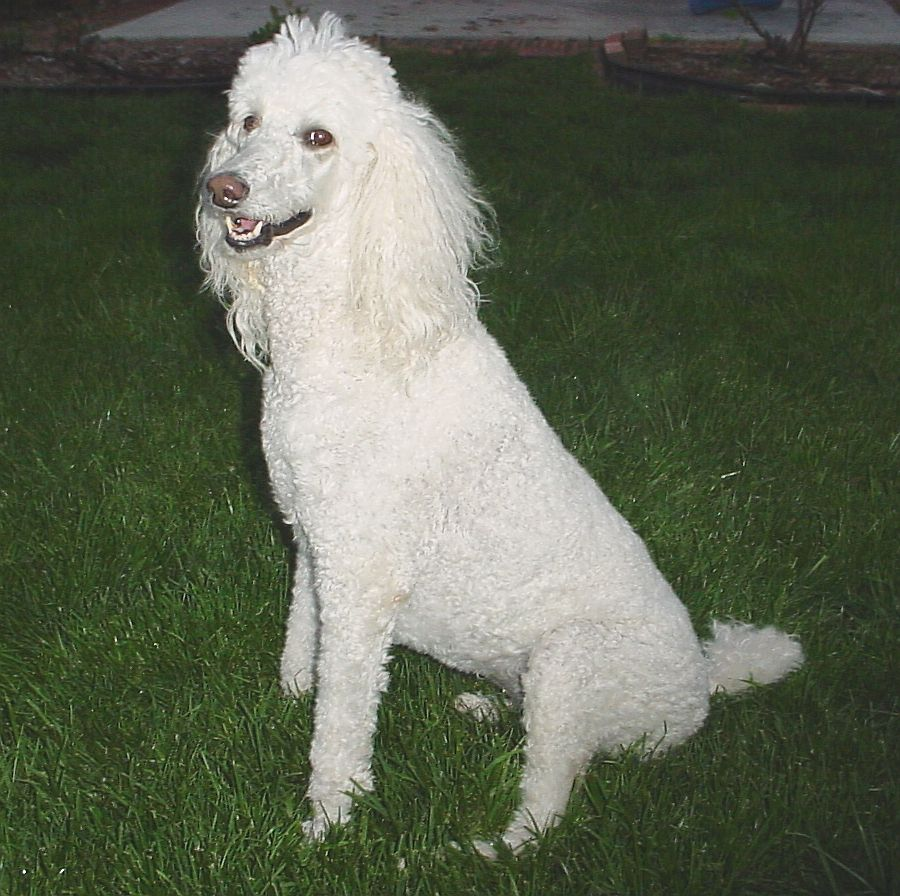
Un caniche.

Le Premier feuilleton de Pistolet est une nouvelle satirique de Jules Janin parue en livraison de 1840 à 1842, puis en livre illustré en deux volumes de 1841 à 1842 dans l'ouvrage collectif : Scènes de la vie privée et publique des animaux. 
L'illustration de ce très court texte représente Jules Janin sous les traits de son caniche. La vignette de Grandville est sans doute une allusion à la fois au caractère mordant du critique littéraire, (Jules Janin pouvait être féroce ; on le voit notamment dans sa critique de L'Auberge rouge.), mais aussi à la cynophilie de l'auteur. 
Janin avait déjà écrit une ode dithyrambique à cette variété animale dans la préface de ses Contes nouveaux en 1833. Plus qu'une nouvelle, le Premier feuilleton est d'abord une charge contre l'esthétique romantique qu'il dénigre sous couvert de ronds de jambes et mondanités diverses. Pistolet le chien regrette nommément que l'on ait « ôté » à nos poètes la « muselière classique ».
Et il poursuit avec un pastiche de Ruy Blas dont les acteurs sont des chiens. Ce drame canin est écrit dans un « jappement néo-chrétien, qui ressemble plus à de l'allemand anglaisé qu'au français ». Le pauvre Azor, romantique déclassé, finit par avouer à sa belle (une chienne nommée « Zémire ») qu'il n'est qu'un chien de cuisine, ce qui n'empêche pas cette dernière de lui accorder sa patte malgré tout. 